# Nagykoalíció (Németország)
Nagykoalíció (németül: Große Koalition) alatt a modern Németországban általában a kereszténydemokrata CDU/CSU szövetség és a Szociáldemokrata Párt (SPD) együttes kormányzását értik. Ennek az az oka, hogy a választásokon ők szoktak az első két helyen végezni. Elméletileg azonban más pártok is kerülhetnek az első pozíciókba, és alkothatnak nagykoalíciót.

## Weimari Köztársaság (1919–1933)
A Weimari köztársaság idején (1919–1933) a nagykoalíció szót olyan kormánykoalícióra értették, amelyben szerepelt az SPD, a katolikus Centrum Párt és két liberális párt: a Német Demokrata Párt (DDP) és a Német Néppárt (DVP). Ilyen koalíció kormányzott 1923-banm illetve 1928 és 1930 közt, amikor az olyan radikálisokkal való szembenállás hozta őket egy táborba, mint a KPD és az NSDAP.

## A Szövetségi Köztársaságban (1949)

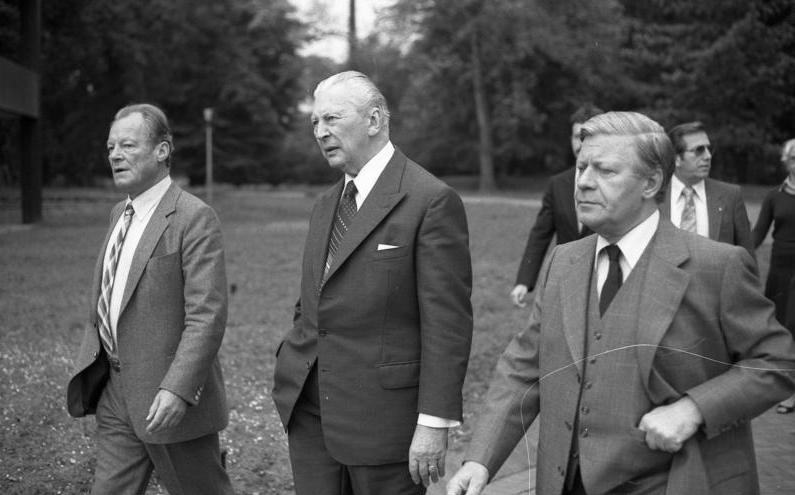
Tíz évvel koalíciójuk után: Willy Brandt (balra) és Kurt Georg Kiesinger (középen), Helmut Schmidt kancellárral

### Szövetségi szinten
A háború utáni Németországban szövetségi szinten, a Bundestagban négyszer alakult nagykoalíció.

#### A Kiesinger-kabinet
1966. december 1-én az SPD és a CDU, a Német Szövetségi Köztársaság két fő pártja alakított kormányt. Erre azután lett szükség, hogy az együtt kormányzó CDU/CSU és az FDP összevesztek bizonyos adóemelések miatt. Miután az FDP miniszterei lemondtak, új kormányt kellett alakítani. Ebbe az SPD-t vették bele, a kancellár a CDU-s Kurt Georg Kiesinger lett. A nagykoalíció a Bundestag 95 százalékát ellenőrizte. Működése ellenérzéseket váltott ki sok politikailag aktív egyetemistából, akik létrehozták a Parlamenten Kívüli Ellenzéket (németül Ausserparlamentarische Opposition), kibontakozó német diákmozgalom (a 68-asok) magját. A Kiesinger-féle nagykoalíció 1969-ig állt fenn.

#### Merkel első, harmadik és negyedik kabinetje
A 2005-ös németországi választásokon egyik hagyományos korábbi koalíció sem szerzett a kormányzáshoz szükséges mandátumtöbbséget. Az SPD és a Zöldek képesek lettek volna többséget kialakítani, ha beveszik a Demokratikus Szocializmus Pártját (Partei des Demokratischen Sozialismus, PDS), a volt Kelet-Németország kommunista állampártjának utódját is. A politikai karanténban lévő PDS-szel azonban nem akartak koalícióra lépni, ehelyett az SPD elfogadta a nagykoalíciót a CDU/CSU szövetséggel. A kancellár a CDU-s Angela Merkel lett, és a két párt azonos számú miniszteri posztot kapott. Novemberben hivatalba lépett az első Merkel-kormány. A nagykoalíció a 2009-es választásokkal véget ért. Ekkor a CDU/CSU az SPD helyett az FDP-vel lépett koalícióra, és megalakult a második Merkel-kormány.
A 2013-as választásokat követően, november 27-én ismét a CDU/CSU és az SPD alakított kormányt. Ekkor is lehetőség lett volna baloldali kormányt létrehozni az SPD, a Zöldek és a Baloldali Párt (a PDS utódpártja) részvételével, mégis nagykoalíció született. Ezt a nagykoalíciót GroKo néven becézték (a Große Koalition rövidítése).
A 2017-es választások után az addigi leghosszabb kormányalkotási folyamat végén (több mint öt hónappal a választások után) újfent nagykoalíció jött létre, noha a választások éjszakáján ezt az SPD még kizártnak tartotta.

## Fordítás
Ez a szócikk részben vagy egészben  a   Grand coalition (Germany) című angol Wikipédia-szócikk ezen változatának fordításán alapul.  Az eredeti cikk szerkesztőit annak laptörténete sorolja fel. Ez a jelzés csupán a megfogalmazás eredetét és a szerzői jogokat jelzi, nem szolgál a cikkben szereplő információk forrásmegjelöléseként.